# Astyochia membranacea
Astyochia membranacea là một loài bướm đêm trong họ Geometridae.